# Villers-le-Sec (Górna Saona)
Villers-le-Sec – miejscowość i gmina we Francji, w regionie Burgundia-Franche-Comté, w departamencie Górna Saona.
Według danych na rok 1990 gminę zamieszkiwało 456 osób, a gęstość zaludnienia wynosiła 41 osób/km² (wśród 1786 gmin Franche-Comté Villers-le-Sec plasuje się na 340. miejscu pod względem liczby ludności, natomiast pod względem powierzchni na miejscu 375.).